# Жанаталап (Сарисуський район)
Жанатала́п (каз. Жаңаталап) — село у складі Сарисуського району Жамбильської області Казахстану. Адміністративний центр Жанаталапського сільського округу.
У радянські часи село називалось Колхоз імені Сталіна.
Населення — 684 особи (2021; 844 у 2009, 625 у 1999, 687 у 1989).